# Wealden (district)
Le Wealden est un district d’Angleterre, situé dans le Weald, une région du Sud-Est dans le comté du Sussex de l'Est. C'est le plus grand district du Sussex de l’Est.

## Liste des communes du Wealden
- Alciston
- Alfriston
- Arlington
- Berwick
- Buxted
- Chalvington with Ripe (en)
- Chiddingly
- Crowborough
- Cuckmere Valley (en)
- Danehill
- East Dean and Friston (en)
- East Hoathly with Halland
- Fletching
- Forest Row
- Framfield
- Frant
- Hadlow Down
- Hailsham
- Hartfield
- Heathfield and Waldron
- Hellingly
- Herstmonceux
- Hooe
- Horam
- Isfield
- Laughton
- Little Horsted
- Long Man (en)
- Maresfield
- Mayfield and Five Ashes (en)
- Ninfield
- Pevensey
- Polegate
- Rotherfield
- Selmeston
- Uckfield
- Wadhurst
- Warbleton
- Wartling
- Westham
- Willingdon and Jevington (en)
- Withyham